# Wolfgang Fräger
Wolfgang Fräger (* 6. August 1923 in Bergkamen; † 18. Mai 1983 in Bönen) war ein deutscher Maler, Grafiker und Bildhauer mit starker regionaler Prägung. Er gilt als Künstler von europäischem Rang. Seine häufig symbolisch, abstrahierenden Arbeiten sind geprägt von starken Bezügen zu den Menschen im Bergbau, der Industrialisierung, der Umweltzerstörung und religiöser Thematik.

## Leben
Nach Studien an der Werkkunstschule Dortmund in der Zeit von 1940 bis 1942 folgte die Einberufung zum Wehrdienst und die Kriegsgefangenschaft (1942 bis 1947). In der Zeit zwischen 1947 und 1949 setzte er seine Ausbildung mit dem Studium der freien und angewandten Grafik an der Werkkunstschule Dortmund fort.
Danach nahm er seine Tätigkeit als freischaffender Maler, Grafiker und Bildhauer auf.
Studienaufenthalte in Paris, Amsterdam und Schweden folgten in der Zeit zwischen 1952 und 1958, ein Stipendium der Aldegrever-Gesellschaft, Münster, in den Jahren 1959 bis 1961.
1968 widmete das ZDF Kulturmagazin Aspekte ihm einen Beitrag.
1979 erhielt er ein weiteres Stipendium des Landschaftsverbandes Westfalen-Lippe für einen Aufenthalt auf Gotland, Schweden.
1982 konnte er noch einen Grafik-Workshop für das Goethe-Institut  in Nairobi wahrnehmen, bevor er 1983 im 60. Lebensjahr verstarb.

## Auszeichnungen und Ehrungen
Im Jahre 1951 erhielt Fräger den „Kunstpreis Jung Westfalen“ für Westfalen, und 1952 den 1. Preis der „Dankspende des deutschen Volkes“.
Ende der 1990er Jahre benannte Frägers Geburtsstadt Bergkamen eine Straße nach ihm. Im Jahr 2008 benannte die Gemeinde Bönen ebenfalls eine Straße nach dem Künstler.

## Werke
- Holzschnitt-Zyklus Ars Sacra, Zyklus zur Passion Christi und der Johannes-Offenbarung.